# Yelena Volchetskaya
Yelena Vladimirovna Volchetskaya (russe : Елена Владимировна Волчецкая), née le 4 décembre 1944 à Hrodna en RSS de Biélorussie, est une gymnaste artistique soviétique. 

## Palmarès aux Jeux olympiques
- Tokyo 1964
  -  médaille d'or au concours par équipes